# Pedro Jesús Rodríguez
Pedro Jesús Rodríguez González (Valparaíso, 25 de septiembre de 1907-Santiago, 7 de julio de 1982) fue un abogado, académico, dirigente gremial y político democratacristiano chileno, ministro de Estado durante la primera parte de la administración del presidente Eduardo Frei Montalva.
Sus padres eran Pedro Rodríguez Rozas y Josefina González Otaegui.
Estudió en el Liceo Alemán de la capital y posteriormente ingresó a la Escuela de Derecho de la Universidad Católica, entidad educacional desde donde egresaría como abogado en el año 1930.
En 1942, junto a su socio José Fuenzalida Balbontín, fue impulsor de la urbanización del fundo La Dehesa, que se consolidaría posteriormente como uno de los principales sectores de la zona oriente de la capital.
Fue abogado integrante de la Corte Suprema entre 1953 y 1958 y presidente del Colegio de Abogados en 1963.
También fue uno de los miembros fundadores de la Democracia Cristiana chilena y como tal fue llamado a servir en el Gobierno de su camarada Frei Montalva como ministro de Justicia.